# Emilia Plater

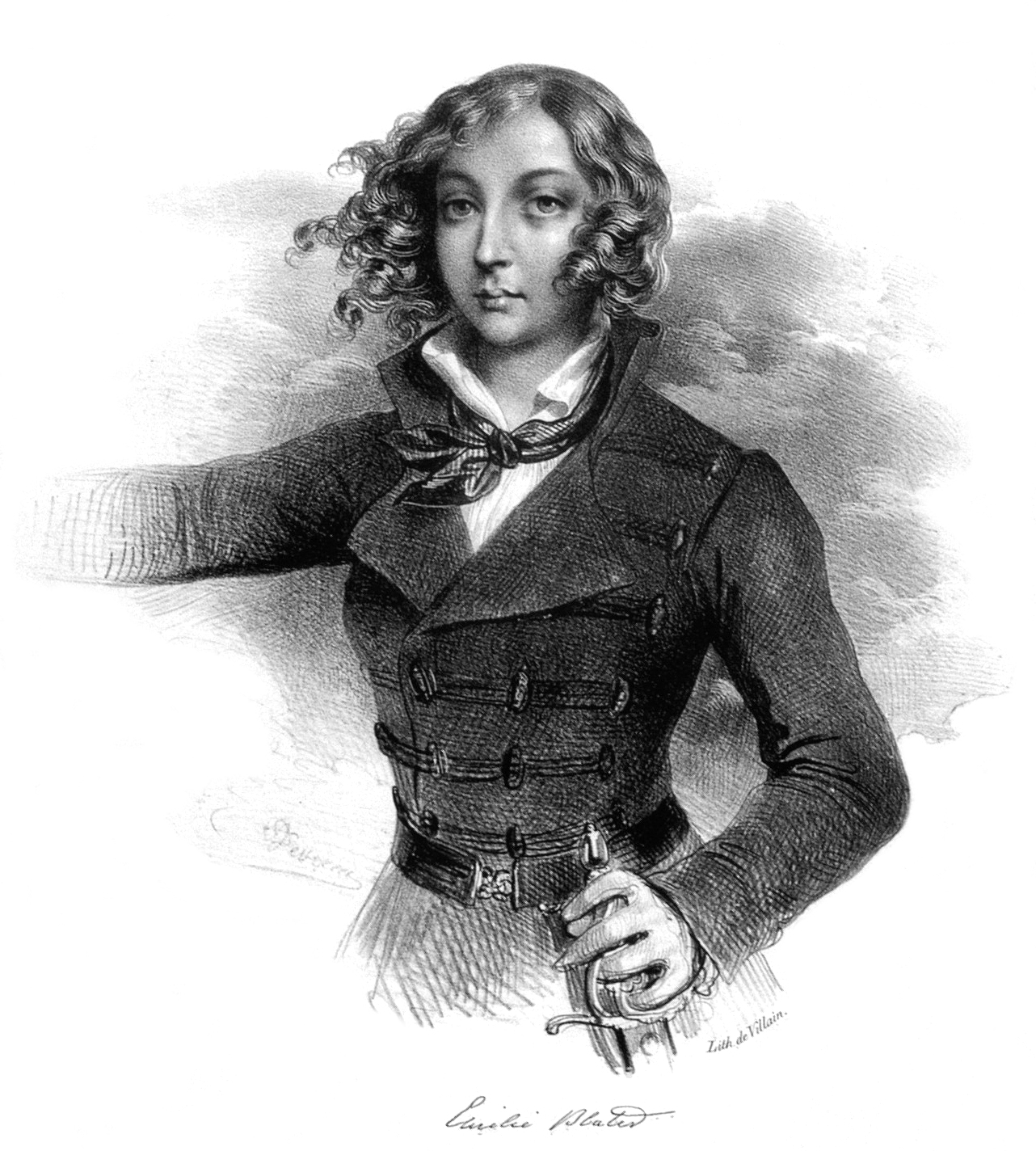
Een anonieme gravure uit de 19de eeuw van Emilia Plater

Gravin Emilia Plater, Litouws: Emilija Pliaterytė (Vilnius, 13 november 1806 - Justianowo, 23 december 1831) was een Pools-Litouwse edelvrouw en revolutionair uit de gebieden van het voormalige Pools-Litouwse Gemenebest. Patriottisme speelde een belangrijke rol in haar opvoeding. Ze vocht in de Novemberopstand en verzamelde een kleine eenheid om enkele malen mee te vechten. Ze kreeg de rang van kapitein van de revolutionaire troepen. Aan het einde van de opstand werd ze ziek en overleed ze. 
Hoewel ze niet deelnam aan een grote veldslag, werd haar verhaal vaak gepubliceerd en inspireerde het een aantal kunst- en literatuurwerken. Ze is een nationale held in Polen, Litouwen en Wit-Rusland, allemaal ooit onderdeel van het Pools-Litouwse Gemenebest. Ze wordt geëerd door Poolse kunstenaars en door Polen zelf als voorbeeld van vrouwen die vechten voor het vaderland. 